# Mistrzostwa świata w żeglarstwie (klasa Star)
Mistrzostwa świata w żeglarskiej klasie Star rozgrywane są od 1923 roku. Organizatorem mistrzostw jest 
Międzynarodowa Federacja Żeglarska (ISAF).
W 2008 roku w Miami mistrzostwo świata wywalczyła polska załoga Mateusz Kusznierewicz i Dominik Życki.

## Medaliści
| Lp.      | Rok   | Miejsce            | Złoto                                           | Srebro                                   | Brąz                                    |
| -------- | ----- | ------------------ | ----------------------------------------------- | ---------------------------------------- | --------------------------------------- |
| I        | 1923  | Larchmont          | William Inslee Robert Nelson                    | H. Wylie E. Ratsey                       | R. Walton L. Carey                      |
| II       | 1924  | Larchmont          | Jack Robinson Arthur Knapp                      | Ben Comstock William Gidley              | B. Weston R. Schauer                    |
| III      | 1925  | Larchmont          | Adrian Iselin Ed Willis                         | G. Phillips C. Davis                     | R. Schauer E. Gillett                   |
| IV       | 1926  | Larchmont          | Ben Comstock William Gidley                     | D. Starring F. Bedford                   | H. Fisher H. Denhie                     |
| V        | 1927  | Bahía Narragansett | Walt Hubbard Richard Edwards                    | F. Bedford B. Cunnigham                  | H. Smith W. Henderson                   |
| VI       | 1928  | Newport Beach      | Prentice Edrington Gilbert Gray                 | Joseph Watkins Arthur Knapp              | J. Jessop J. Sykes                      |
| VII      | 1929  | Nowy Orlean        | Graham Johnson Lawdens Johnson                  | Prentice Edrington Gilbert Gray          | Joseph Watkins William McHugh           |
| VIII     | 1930  | Zatoka Chesapeake  | Arthur Knapp Newell Weed                        | Walt Hubbard T. Dittmar                  | Joseph Watkins William McHugh           |
| IX       | 1931  | Larchmont          | Joseph Watkins William McHugh                   | C. Ratsey S. Elsbree                     | Edward Fink A. McCrate                  |
| X        | 1932  | Long Island        | Edward Fink Edwin Thorne                        | C. Pflug J. Pflug                        | R. Bradley P. Singer                    |
| XI       | 1933  | Long Beach         | Glen Waterhouse Woodbridge Metcalfe             | Edwin Thorne L. Thorne                   | H. Dowsett H. White                     |
| XII      | 1934  | San Francisco      | Hook Beardslee Myron Lehmann                    | J. Arms J. Abberley                      | Adrian Iselin E. White                  |
| XIII     | 1935  | Newport Beach      | Hook Beardslee Myron Lehmann                    | Adrian Iselin Ed Willis                  | Glen Waterhouse Woodbridge Metcalfe     |
| XIV      | 1936  | Rochester          | Adrian Iselin Garrett Horder                    | Hook Beardslee Myron Lehmann             | H. Halsted W. Halsey                    |
| XV       | 1937  | Larchmont          | Milton Wegeforth G. Phillips                    | Walther von Hütschler Hans-Joachim Weise | H. Halsted W. Halsey                    |
| XVI      | 1938  | San Diego          | Walther von Hütschler Hans-Joachim Weise        | Harry Nye L. Lehmann                     | J. McAleese F. Graham                   |
| XVII     | 1939  | Kilonia            | Walther von Hütschler Edgar Beyn                | Agostino Straulino Nicolò Rode           | P. Hanson C. Blankenburg                |
| XVIII    | 1940  | San Diego          | Jim Cowie Gordon Cowie                          | Robert White R. Holcomb                  | Lockwood Pirie R. Miller                |
| XIX      | 1941  | Los Angeles        | George Fleitz William Severance                 | Harry Nye J. Michael                     | Myron Lehman P. McKibben                |
| XX       | 1942  | Michigan           | Harry Nye Stanley Fahlstrom                     | S. Potter B. Douglass                    | T. Scripps M. Watson                    |
| XXI      | 1943  | Great South Bay    | Arthur Deacon Perry Roehm                       | W. Picken J. Forrington                  | Carlos de Cárdenas Cumel G. Garricaburu |
| XXII     | 1944] | Michigan           | Gerald Driscoll Malin Burnham                   | Robert Lippincott E. Shivelhood          | H. Williams A. Nye                      |
| XXIII    | 1945  | Long Island        | Malin Burnham Lowell North                      | Jim Cowie Walter Krug                    | Elwood Widmer Etchells Mary Etchells    |
| XXIV     | 1946  | Hawana             | George Fleitz Walter Krug                       | Robert White G. Holcomb                  | Durward Knowles Basil Kelly             |
| XXV      | 1947  | Los Angeles        | Durward Knowles Sloane Farrington               | Hilary Smart Stan Ogilvy                 | Richard Stearns R. Rodgers              |
| XXVI     | 1948  | Cascais            | Lockwood Pirie Harry Rugeroni                   | Agostino Straulino Nicolò Rode           | Hilary Smart Paul Smart                 |
| XXVII    | 1949  | Chicago            | Harry Nye Stanley Fahlstrom                     | Robert Lippincott Robert Levin           | Stan Ogilvy Owen Torrey                 |
| XXVIII   | 1950  | Chicago            | Robert Lippincott Robert Levin                  | Lockwood Pirie C. Tuttle                 | Elwood Widmer Etchells Mary Etchells    |
| XXIX     | 1951  | Isla Gibson        | Elwood Widmer Etchells Mary Etchells            | Richard Stearns R. Rodgers               | Stan Ogilvy W. Stueck                   |
| XXX      | 1952  | Cascais            | Agostino Straulino Nicolò Rode                  | Robert Lippincott D. Hubers              | Duarte Bello Fernando Bello             |
| XXXI     | 1953  | Neapol             | Agostino Straulino Nicolò Rode                  | Duarte Bello Fernando Bello              | T. Nordio L. Sangulin                   |
| XXXII    | 1954  | Cascais            | Carlos de Cárdenas Cumel Carlos de Cárdenas Plá | Durward Knowles Sloane Farrington        | Agostino Straulino Nicolò Rode          |
| XXXIII   | 1955  | Hawana             | Carlos de Cárdenas Cumel Carlos de Cárdenas Plá | Jorge de Cárdenas A. García              | Gentzlinger Clair Farrand               |
| XXXIV    | 1956  | Neapol             | Augostino Straulino Nicolò Rode                 | Lowell North James Hill                  | A. de Cárdenas Jorge de Cárdenas        |
| XXXV     | 1957  | Hawana             | Lowell North James Hill                         | Albert Debarge Paul Elvstrøm             | Joseph Duplin Peter Wilhauser           |
| XXXVI    | 1958  | San Diego          | William Fisher Mark Yorston                     | Chick Rollins Pickford                   | Ding Schoonmaker Malin Burnham          |
| XXXVII   | 1959  | Newport Beach      | Lowell North Morth Carlile                      | Gary Comer Bill Hackel                   | Bill Ficker Thomas Skahill              |
| XXXVIII  | 1960  | Rio de Janeiro     | Lowell North Thomas Skahill                     | Donald Edler Kent Edler                  | Robert Lippincott Frank Hogg            |
| XXXIX    | 1961  | San Diego          | William Buchan Douglas Knight                   | John Bennett John McKeague               | Lowell North Thomas Skahill             |
| XL       | 1962  | Cascais            | Richard Stearns Lynn Williams                   | Duarte Bello Fernando Bello              | Elwood Widmer Etchells R. Allan         |
| XLI      | 1963  | Chicago            | Joseph Duplin Francis Dolan                     | Lowell North Thomas Skahill              | Blair Fletcher Asa Colson               |
| XLII     | 1964  | Boston             | Donald Edler                                    | Joseph Duplin Francis Dolan              | Malin Burnham Charles Lewsadder         |
| XLIII    | 1965  | Newport Beach      | Donald Bever Charles Lewsadder                  | Malin Burnham James Reynolds             | Bill Buchan Douglas Knight              |
| XLIV     | 1966  | Kilonia            | Paul Elvstrøm John Albrechtsson                 | Lowell North Peter Barrett               | Richard Stearns Lynn Williams           |
| XLV      | 1967  | Kopenhaga          | Paul Elvstrøm Poul Mik Meyer                    | Lowell North Peter Barrett               | Donald Trask William Kreysler           |
| –        | 1968  | Nie rozgrywano     | Nie rozgrywano                                  | Nie rozgrywano                           | Nie rozgrywano                          |
| XLVI     | 1969  | San Diego          | Pelle Petterson Ulf Schröder                    | Tom Blackaller Gary Mull                 | Lowell North Peter Barrett              |
| XLVII    | 1970  | Marstrand          | William Buchan Carl Sutter                      | Ding Schoonmaker Arne Akerson            | Stig Wennerström S. Christensen         |
| XLVIII   | 1971  | Puget Sound        | Dennis Connor James Reynolds                    | Lowell North Peter Barrett               | John Albrechtsson Göran Tell            |
| XLIX     | 1972  | Caracas            | Willi Kuhweide Karsten Meyer                    | Jörg Bruder Claudio Biekarch             | Ding Schoonmaker Thomas Dudinsky        |
| L        | 1973  | San Diego          | Lowell North Peter Barrett                      | William Buchan Craig Thomas              | Tom Blackaller Ron Anderson             |
| LI       | 1974  | Laredo             | Tom Blackaller Ron Anderson                     | Pelle Petterson Ingvar Hansson           | Durward Knowles Gerald Ford             |
| LII      | 1975  | Michigan           | Ding Schoonmaker Jerry Ford                     | Tom Blackaller Ron Anderson              | Peter Wright Bill Wright                |
| LIII     | 1976] | Nassau             | James Allsop Michael Guhin                      | William Buchan Earl Lasher               | Barton Beek William Munster             |
| LIV      | 1977] | Kilonia            | Dennis Connor Ron Anderson                      | Sune Carlsson Leif Carlsson              | Uwe von Below Franz Wehofsich           |
| LV       | 1978  | San Francisco      | Buddy Melges Andreas Josenhans                  | Dennis Connor Ron Anderson               | Tom Blackaller Ed Bennett               |
| LVI      | 1979  | Marstrand          | Buddy Melges Andreas Josenhans                  | William Buchan Douglas Knight            | Peter Wright Todd Cozzens               |
| LVII     | 1980  | Rio de Janeiro     | Tom Blackaller David Shaw                       | Albino Fravezzi Oscar Dalvit             | Giorgio Gorla Alfio Peraboni            |
| LVIII    | 1981  | Marblehead         | Alexander Hagen Vincent Hösch                   | Peter Wright Todd Cozzens                | William Buchan Ron Anderson             |
| LIX      | 1982  | Medemblik          | Toño Gorostegui José Luis Doreste               | Alexander Hagen Vincent Hösch            | William Buchan Steve Erickson           |
| LX       | 1983  | Marina del Rey     | Toño Gorostegui José Luis Doreste               | Joachim Griese Michael Marcour           | William Buchan Carl Buchan              |
| LXI      | 1984  | Vilamoura          | Giorgio Gorla Alfio Peraboni                    | Andrew Menkart James Kavle               | Paul Cayard Ken Keefe                   |
| LXII     | 1985  | Nassau             | William Buchan Steve Erickson                   | Steven Bakker Ko van den Berg            | Paul Cayard Ken Keefe                   |
| LXIII    | 1986  | Capri              | Vince Brun Hugo Schreiner                       | Giuseppe Milone Roberto Mottola          | Ed Adams Tom Olsen                      |
| LXIV     | 1987  | Chicago            | Ed Adams Tom Olsen                              | Alex Hagen Fritz Girr                    | Paul Cayard Steve Erickson              |
| LXV      | 1988  | Buenos Aires       | Paul Cayard Steve Erickson                      | Mark Reynolds Harold Haenel              | Ed Adams Tom Olsen                      |
| LXVI     | 1989  | Porto Cervo        | Alan Adler Nelson Falcao                        | Werner Fritz Ulrich Seebeger             | Ross MacDonald Bruce MacDonald          |
| LXVII    | 1990  | Cleveland          | Torben Grael Marcelo Ferreira                   | Benny Andersen Mogens Just               | Mats Johansson Stefan Hemlin            |
| LXVIII   | 1991  | Cannes             | Roberto Benamati Mario Salani                   | Torben Grael Marcelo Ferreira            | Mark Reynolds Harold Haenel             |
| LXIX     | 1992  | San Francisco      | Carl Buchan Hugo Schreiner                      | Joe Londrigan Phil Trinter               | Paul Cayard Steve Erickson              |
| LXX      | 1993  | Kilonia            | Joe Londrigan Phil Trinter                      | Hans Wallén Bobby Lohse                  | Alexander Hagen Kai Falkenthal          |
| LXXI     | 1994  | San Diego          | Ross MacDonald Eric Jesperson                   | Alan Adler Rodrigo Meireles              | Torben Grael Marcelo Ferreira           |
| LXXII    | 1995  | Laredo             | Mark Reynolds Harold Haenel                     | Torben Grael Marcelo Ferreira            | Christian Rasmussen Kasper Harsberg     |
| LXXIII   | 1996  | Rio de Janeiro     | Enrico Chieffi Roberto Sinibaldi                | Mark Reynolds Harold Haenel              | Torben Grael Marcelo Ferreira           |
| LXXIV    | 1997  | Marblehead         | Alexander Hagen Thorsten Helmert                | Mark Reynolds Magnus Liljedahl           | Peter Bromby Michael Marcel             |
| LXXV     | 1998  | Portorož           | Colin Beashel David Giles                       | Torben Grael Marcelo Ferreira            | Alexander Hagen Thorsten Helmert        |
| LXXVI    | 1999  | Punta Ala          | Eric Doyle Tom Olsen                            | Ross MacDonald Kai Bjorn                 | Mark Reynolds Magnus Liljedahl          |
| LXXVII   | 2000  | Annapolis          | Mark Reynolds Magnus Liljedahl                  | Ross MacDonald Kai Bjorn                 | Mark Mansfield David O’Brien            |
| LXXVIII  | 2001  | Medemblik          | Fredrik Lööf Christian Finnsgard                | Gavin Brady George Iverson               | Vincent Brun Mike Dorgan                |
| LXXIX    | 2002  | Marina del Rey     | Iain Percy Steve Mitchell                       | Torben Grael Marcelo Ferreira            | Xavier Rohart Yannick Adde              |
| LXXX     | 2003  | Cádiz              | Xavier Rohart Pascal Rambeau                    | Fredrik Lööf Anders Ekström              | Iain Percy Steve Mitchell               |
| LXXXI    | 2004  | Gaeta              | Fredrik Lööf Anders Ekström                     | Flavio Marazzi Enrico de Maria           | Iain Percy Steve Mitchell               |
| LXXXII   | 2005  | Puerto Olivos      | Xavier Rohart Pascal Rambeau                    | Torben Grael Marcelo Ferreira            | Iain Percy Steve Mitchell               |
| LXXXIII  | 2006  | San Francisco      | Hamish Pepper Carl Williams                     | Robert Scheidt Bruno Prada               | Xavier Rohart Pascal Rambeau            |
| LXXXIV   | 2007  | Cascais            | Robert Scheidt Bruno Prada                      | Xavier Rohart Pascal Rambeau             | Iain Percy Andrew Simpson               |
| LXXXV    | 2008  | Miami              | Mateusz Kusznierewicz Dominik Życki             | Diego Negri Luigi Viale                  | Robert Scheidt Bruno Prada              |
| LXXXVI   | 2009] | Varberg            | George Szabo Rick Peters                        | Hamish Pepper Craig Monk                 | Lars Grael Ronald Seifert               |
| LXXXVII  | 2010  | Rio de Janeiro     | Iain Percy Andrew Simpson                       | Flavio Marazzi Enrico de Maria           | Torben Grael Marcelo Ferreira           |
| LXXXVIII | 2011  | Perth              | Robert Scheidt Bruno Prada                      | Robert Stanjek Frithjof Kleen            | Mark Mendelblatt Brian Fatih            |
| LXXXIX   | 2012  | Hyères             | Robert Scheidt Bruno Prada                      | Iain Percy Andrew Simpson                | Michael Hestbaek Claus Olesen           |

## Klasyfikacja medalowa
| Miejsce | Kraj              | Złoto | Srebro | Brąz | Razem |
| 1       | Stany Zjednoczone | 55    | 51     | 57   | 163   |
| 2       | Włochy            | 6     | 5      | 3    | 14    |
| 3       | Brazylia          | 5     | 8      | 5    | 18    |
| 4       | Niemcy            | 5     | 6      | 4    | 15    |
| 5       | Szwecja           | 3     | 4      | 3    | 10    |
| 6       | Dania             | 2     | 2      | 2    | 6     |
| 7       | Wielka Brytania   | 2     | 1      | 4    | 7     |
| 8       | Francja           | 2     | 1      | 2    | 5     |
| 8       | Kuba              | 2     | 1      | 2    | 5     |
| 10      | Hiszpania         | 2     | 0      | 0    | 2     |
| 11      | Kanada            | 1     | 2      | 1    | 4     |
| 11      | Nowa Zelandia     | 1     | 2      | 1    | 4     |
| 13      | Bahamy            | 1     | 1      | 3    | 5     |
| 14      | Australia         | 1     | 0      | 0    | 1     |
| 14      | Polska            | 1     | 0      | 0    | 1     |
| 16      | Portugalia        | 0     | 2      | 1    | 3     |
| 17      | Szwajcaria        | 0     | 2      | 0    | 2     |
| 18      | Holandia          | 0     | 1      | 0    | 1     |
| 19      | Irlandia          | 0     | 0      | 1    | 1     |
|         |                   | 89    | 89     | 89   | 267   |